# Orsenhausen
Orsenhausen ist ein Ortsteil der Gemeinde Schwendi im Landkreis Biberach im baden-württembergischen Oberschwaben.

## Geschichte

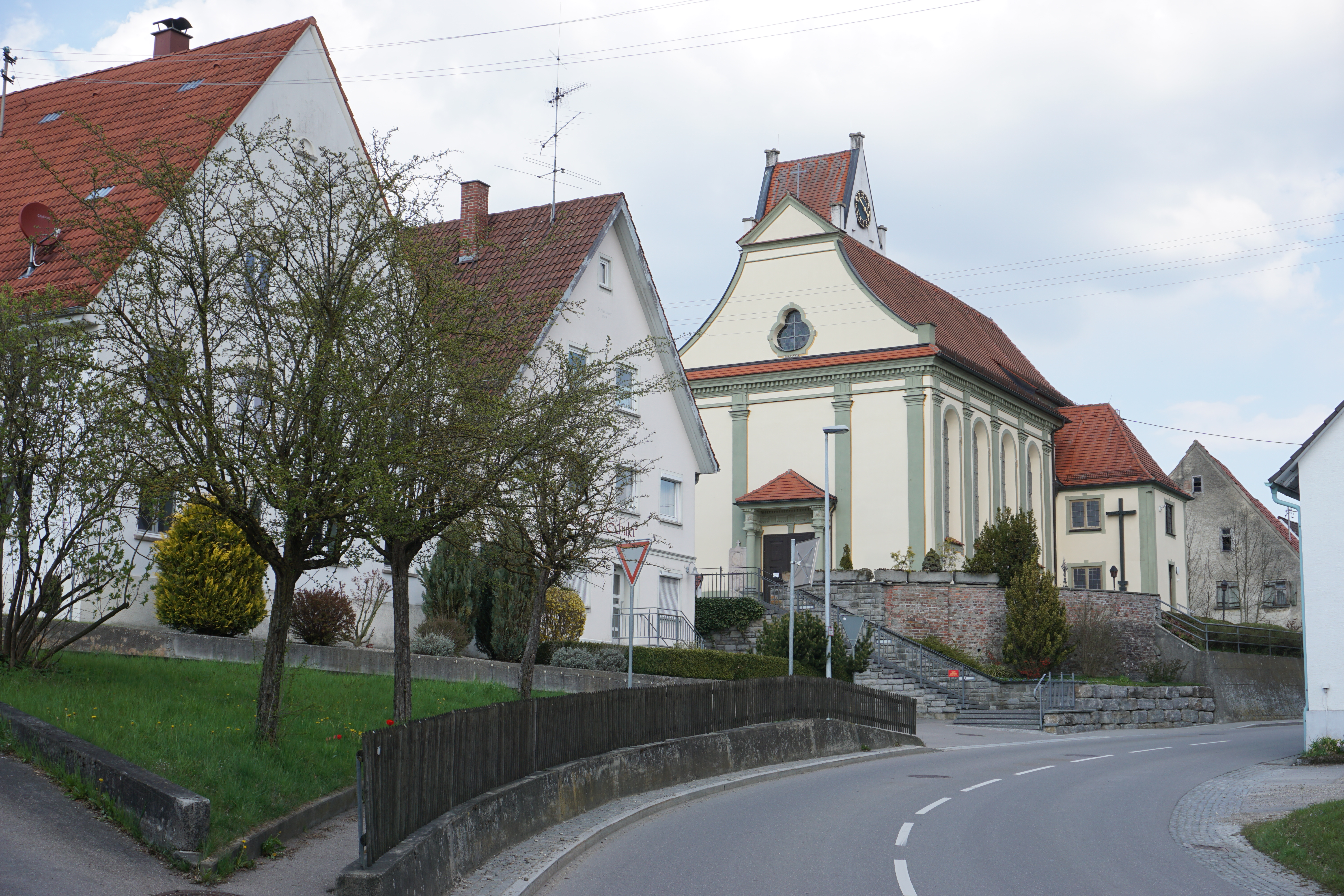
Die Orsenhausener Pfarrkirche

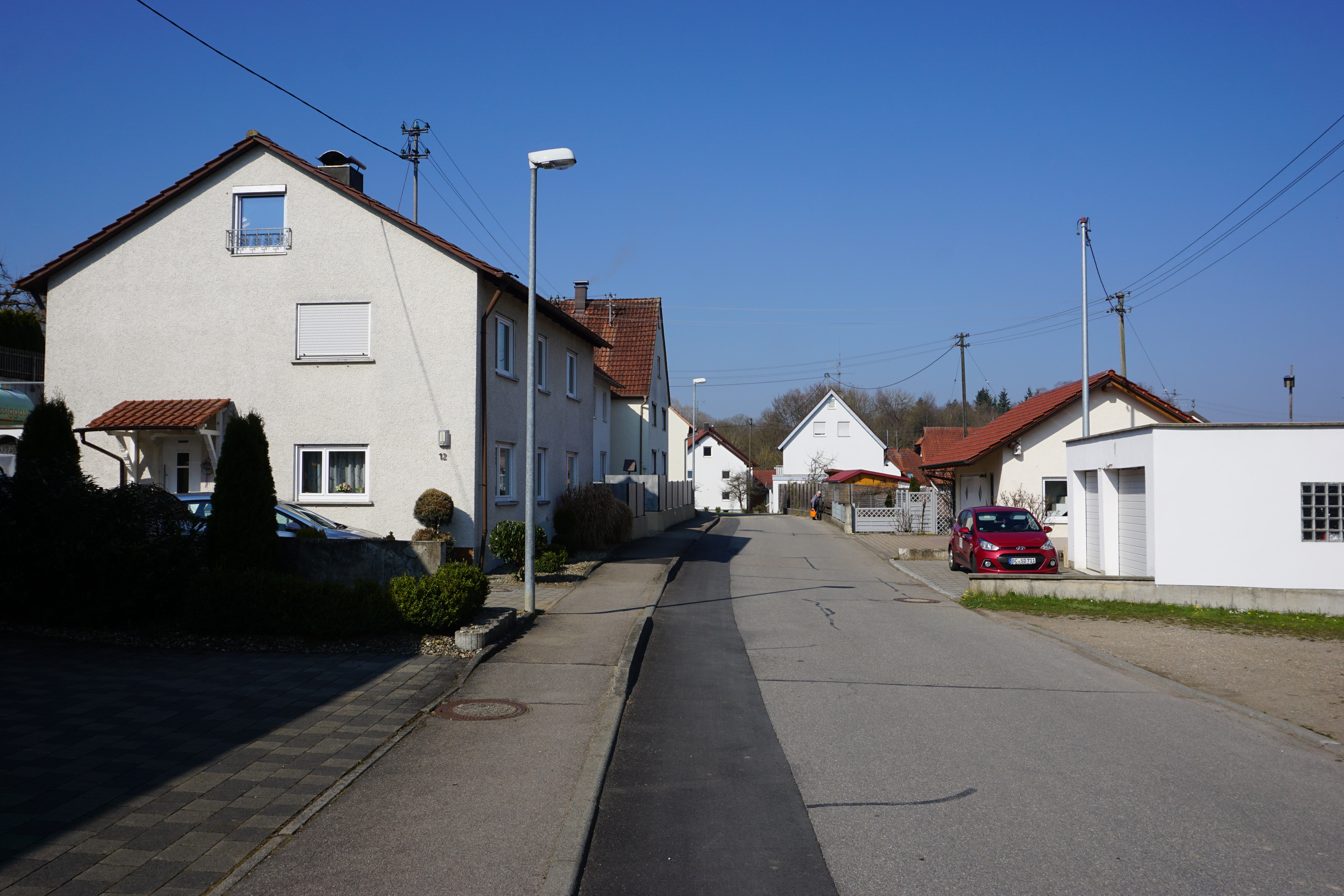
Die Weiherstraße, einst das "Judengässle"

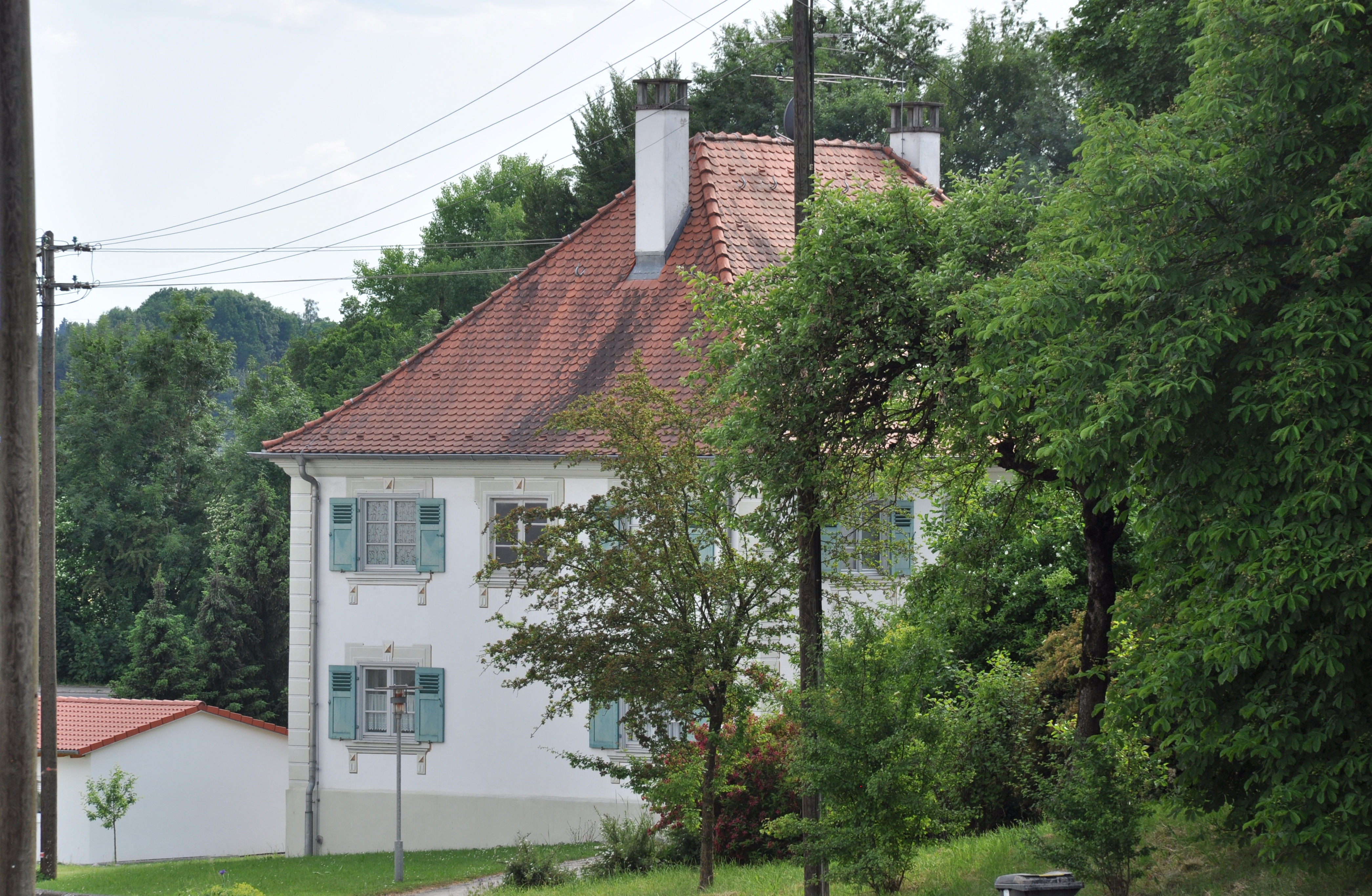
Das Pfarrhaus in Orsenhausen

### Erste Erwähnung und Grundherrschaft
Orsenhausen liegt im Tal der Rot, vier Kilometer nördlich von Schwendi.
Erstmals wurde Orsenhausen als „Horsenhusen“ 1157 erwähnt. Der altdeutsche Name „Horso“ bedeutet Pferd – im 20. Jahrhundert wurde das Pferd deshalb Wappentier.  In der Urkunde von 1157 wird die Orsenhausener Kirche als Besitz des Klosters Ochsenhausen und durch dieses in unmittelbarem Besitz des Klosters St. Blasien bezeichnet. Seit 1457 war Orsenhausen eine eigenständige Pfarrei.
Jahrhundertelang gehörte Orsenhausen zusammen mit dem Nachbarort Bußmannshausen der gräflich-kirchbergischen Grundherrschaft an. Im Jahre 1436 kam die Herrschaft als Afterlehenschaft in den Besitz der Herren von Rodt. Die Reichsritter-Familie hatte ihren Sitz in der Burg in Bußmannshausen. Sie übte auch das Patronatsrecht aus. Die Einwohnerschaft des Ortes war katholisch.

### Die jüdische Gemeinde
Um 1520 siedelten sich Juden in Orsenhausen an. Die Ortsherren vergaben Schutzbriefe an jüdische Familien, um höhere Steuern einnehmen zu können. Die Jüdische Gemeinde Orsenhausen bestand mindestens 150 Jahre lang. In dieser Zeit lebten jeweils etwa 10 bis 15 jüdische Familien im Ort, das entsprach einem Viertel der Einwohnerschaft. Die meisten Juden lebten im „Judengässle“, der heutigen Weiherstraße, wo auch eine Synagoge stand. Der jüdische Friedhof lag außerhalb des Dorfes am Waldrand. Seit Oktober 2024 erinnern zwei Gedenktafeln an die früheren Standorte des jüdischen Friedhofs und der Synagoge.

### Entwicklung des Ortes
Die Pest forderte in Orsenhausen zahlreiche Todesopfer. Während des Dreißigjährigen Krieges zogen mehrfach schwedische Truppen durch das Dorf, es kam zu schweren Plünderungen und Todesfällen. Im 18. Jahrhundert setzte ein Aufschwung ein, der sich auch in Bautätigkeiten niederschlug: 1754 wurde an der Stelle des Meierhofes das heutige Schloss erbaut. Es löste die Bußmannshausener Burg als Sitz der Ortsadeligen ab. Das heute noch bestehende Pfarrhaus entstand 1798. Die Pfarrkirche erhielt 1784 ihre heutige Gestalt, nur der ältere Turm blieb erhalten.
Um 1800 gelangte Orsenhausen in den Besitz der Reichsfreiherren von Hornstein. Kurz darauf begann die staatliche Neuordnung: 1806 kam das Dorf zu Württemberg, wenige Jahre später erhielt es das Recht auf Selbstverwaltung. Der Ort war im 19. Jahrhundert landwirtschaftlich sowie durch das Weberhandwerk geprägt. 1845 wurde das Schulhaus errichtet, wo auch die Ortsverwaltung untergebracht war.

### Ende der Selbständigkeit
Im frühen 20. Jahrhundert wurde Orsenhausen an das Elektrizitäts- und Wassernetz angeschlossen. Die Landwirtschaft wurde immer weiter zurückgedrängt, immer mehr Einwohner arbeiteten außerhalb des Ortes. Die Selbstständigkeit der Gemeinde endete 1974, als Orsenhausen in die Gemeinde Schwendi eingegliedert wurde. Seit 2014 ist Werner Jans Ortsvorsteher von Orsenhausen. Die Pfarrgemeinde ist mittlerweile Teil der Seelsorgeeinheit Schwendi.

## Sehenswürdigkeiten

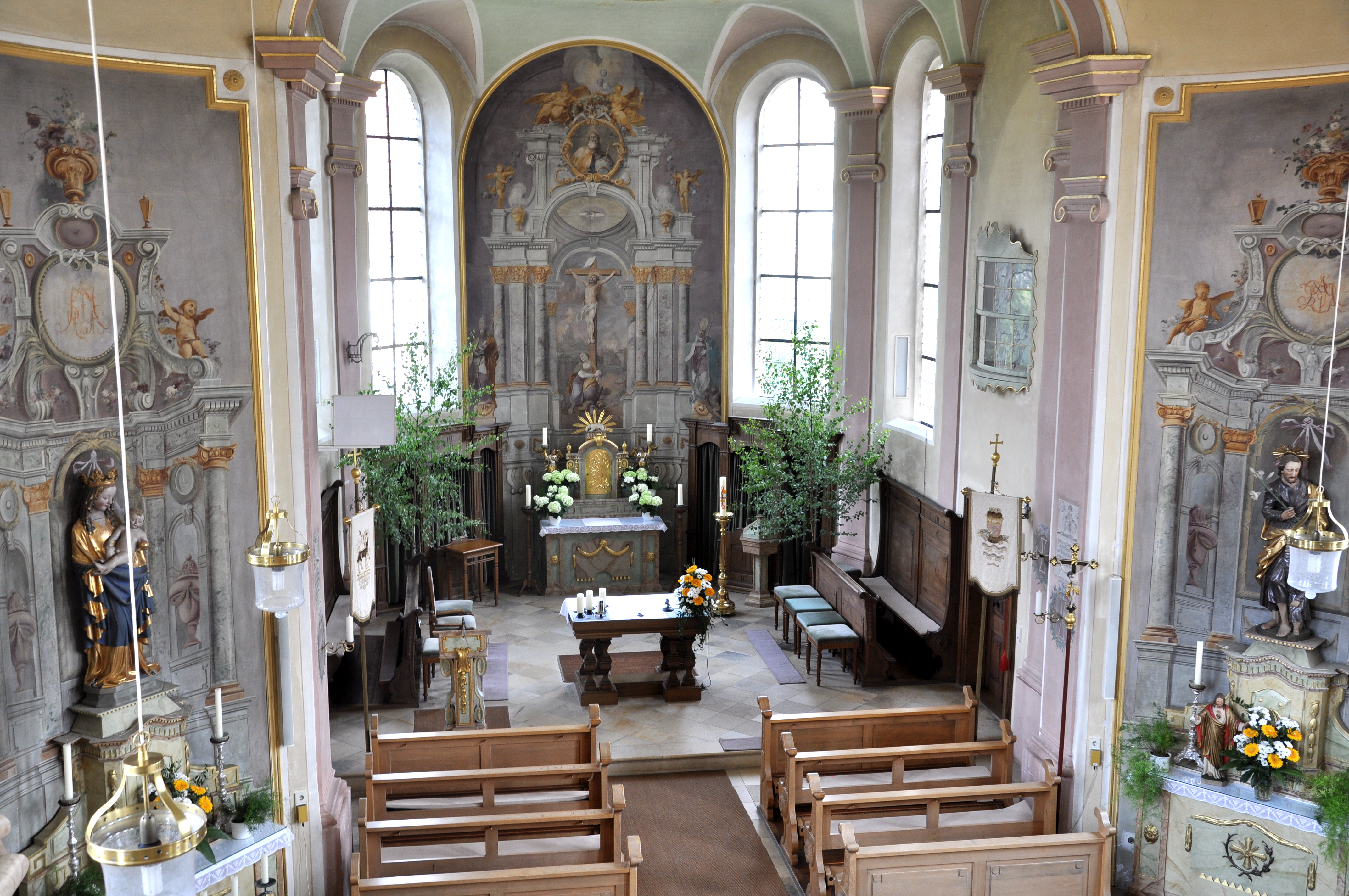
Die Orsenhausener Pfarrkirche: Blick von der Empore

- Pfarrkirche „Mariä Unbefleckte Empfängnis“ von 1784
- Salzweiher, Naherholungsgebiet und Schutzgebiet für Tiere und Pflanzen